# Proxiuber
Genre
Proxiuber est un genre de mollusques gastéropodes de la famille des Naticidae. L'espèce-type est Proxiuber australe.

## Liste d'espèces
Selon World Register of Marine Species (29 octobre 2017) :
- Proxiuber anteaustrale Powell, 1938 †
- Proxiuber astrictum Marwick, 1965 †
- Proxiuber australe (Hutton, 1878)
- Proxiuber hulmei Powell, 1954
- Proxiuber kaawaense (Marwick, 1924) †
- Proxiuber platamodes Finlay & Marwick, 1937 †